# Henry Putz
Le général de brigade Jean-Baptiste Henry Putz est né le 19 janvier 1824 à Metz, décédé à Fontainebleau le 19 janvier 1903.

## Biographie
Il se marie le 14 avril 1858 avec sa cousine germaine Marie Madeleine Adeline Gougeon, nièce de son parrain le général baron Jean Gougeon. 
De son mariage, sont issus 5 enfants :
- Général Gabriel Putz (1859-1925), grand officier de la Légion d'honneur[3], inhumé dans la crypte des généraux aux Invalides ;
- Madeleine Putz (1860-1901) ;
- Henri Putz, (1868-1893), major d'entrée de L’Ecole spéciale militaire de Saint-Cyr, promotion de Châlons[4] ;
- Françoise Putz (1870-1953) épouse Henri Jannet, polytechnicien et officier d'artillerie, tombé pour la France le 18 septembre 1914 ;
- Colonel Marcel Putz (1874-1959), officier de la Légion d'honneur[5], qui épouse en 1902 Marguerite Goybet (1878-1959).

## Carrière
Polytechnicien, il est élève à l’École d’application de l’artillerie et du génie à Metz, de 1846 à 1848. Volontaire pour l’Afrique, il est affecté comme lieutenant à Constantine en Tunisie, le 11 juin 1853. Avec le 2e régiment d'artillerie, il prend part à la campagne de Crimée de mai 1854 à juin 1856. Il est nommé capitaine en second le 10 janvier 1855.
De retour en France, il est chargé de l’inspection des forges du nord-est à Metz, le 20 juin 1856. Là, il est nommé capitaine en premier le 14 mars 1860.
Le 9 janvier 1865, il devient l’aide de camp du général Bertrand à Strasbourg.
Après une campagne en Afrique avec le 15e régiment d'artillerie Monté (1967), la guerre franco-prussienne éclate et il y participe en tant que chef d’escadron. Contusionné à la hanche droite par une balle de mitraille à Borny, le 14 août 1870, son cheval est tué sous lui au combat de Saint-Privat, le 16 août 1870, où il est fait prisonnier de guerre. Cité à l'ordre du 4e corps d'armée pour sa conduite dans les journées du 14, 16 et 18 août, il a été cité une seconde fois pour sa conduite dans les journées du 31 août et du 1er septembre. Nommé Officier de la Légion d'Honneur le 19 octobre 1870.
Après avoir partagé le sort de l'Armée de Metz en captivité du 28 octobre 1870 au 11 avril 1871, il reprit le 25 avril 1871, en tant que commandant de l’artillerie de la 1re division du 5e corps d’armée. Lors de l'épisode de la Commune de Paris, il prit part aux combats de la Muette dans le bois de Boulogne et aux combats dans les rues de Paris.
Nommé commandant en second de l’École Polytechnique, le 17 février 1872 ; en janvier 1873, il intègre l’état-major de l’armée et travaille pour le 2e bureau, à la section des statistiques. Il fait partie du comité de l’artillerie en juillet 1873. Il est ensuite nommé commandant du parc des équipages, à Vernon, le 9 avril 1874. Lieutenant-colonel le 26 avril 1874, et commandant de l’atelier de construction de Vernon le 1er novembre 1875. Nommé colonel le 31 mai 1876, il commande le 32e régiment d’artillerie, à Orléans, à partir du 7 juin 1879.
Il repart pour l’Afrique, comme directeur d’Artillerie à Constantine, puis commandant de l’artillerie du corps expéditionnaire sur les frontières tunisiennes, le 18 avril 1881. Là, il est nommé général de brigade le 28 juin 1881 et commande l'École d'application de l'artillerie et du génie. Il terminera comme commandant de l’artillerie du 1er corps d’armée.
En tant que Lorrain, il opte officiellement pour la nationalité Française le 21 mai 1872.
Il décède le 18 janvier 1903 à Fontainebleau. Ses obsèques sont célébrées 21 en l'église Saint-Louis de cette ville suivies de son inhumation au cimetière.

## Distinctions
- Commandeur de la Légion d’honneur[8]
- Grand officier de l'ordre de la Couronne (Roumanie)
- Commandeur de l'ordre de Nichan Iftikhar
- Médaille de la valeur militaire (Italie)
- Officier de l'Instruction publique
- Ordre du Soleil levant (2e classe)
- Ordre du Médjidié de 5e classe
- Médaille de Crimée (4 agrafes : Alma, Balaclava, Inkermann, Sebastopol)
- Médaille commémorative de la campagne d'Italie